# Župnija Dobrnič
Župnija Dobrnič s sedežem v Dobrniču je rimskokatoliška teritorialna župnija v jugovzhodni Sloveniji. Pripada dekaniji Žužemberk in Škofiji Novo mesto. Poleg župnijske cerkve sv. Jurija je v župniji še osem podružnih cerkva: Korita (sv. Peter), Šahovec (Sveti Duh), Šmaver (dve: sv. Mavricij in sv. Ana), Dobrava (Marijino ime), Knežja vas (sv. Neža), Dolenja Selca (sv. Anton Puščavnik), Lisec (sv. Križ). V Mali vasi pri Knežji vasi je rojstna hiša Božjega služabnika Friderika Ireneja Baraga.
Do 7. aprila 2006, ko je bila ustanovljena Škofija Novo mesto, je bila župnija del Nadškofije Ljubljana.

## Farne spominske plošče v župniji Dobrnič
V župniji Dobrnič so postavljene Farne spominske plošče, na katerih so imena vaščanov iz okoliških vasi (Artmanja vas, Dobrava, Dobrnič, Dolenje kamenje, Dolenje Selce, Dolenje vrhe, Gorenja vas, Gorenje kamenje, Gorenje selce, Gorenje vrhe, Knežja vas, Korita, Kozjek, Krušni vrh, Lisec, Lokve, Luža, Mala vas, Občine, Podlisec, Preska, Reva, Roženpelj, Rdeči kal, Stranje, Šmaver, Vapča vas, Vrbovec, Zagorica in Železno), ki so padli nasilne smrti na protikomunistični strani v letih 1942-1945. Skupno je na ploščah 192 imen.